# Além da Civilização
Beyond Civilization (Além da civilização em português) é uma obra literária do escritor norte-americano Daniel Quinn, publicada em 2001. Foi escrito como um seguimento da sua aclamada trilogia 'Ismael': Ismael, História de B e Meu Ismael.
"Além da civilização" é a tentativa de Quinn esclarecer os argumentos apresentados na trilogia e oferecer possíveis soluções para os problemas que ele vê com o estado atual da civilização.